# Rossau (Osterburg)
Rossau ist Ortschaft und Ortsteil der kreisangehörigen Hansestadt Osterburg (Altmark) im Landkreis Stendal in Sachsen-Anhalt.

## Geographie

### Lage
Die Ortschaft Rossau liegt nördlich und südlich der Biese, etwa sieben Kilometer westlich von Osterburg (Altmark) und nordwestlich von Stendal.
Die typischen altmärkischen Bauerndörfer der Ortschaft werden auch heute noch von der Landwirtschaft geprägt, durch die Biese-Regulierung und den hohen Wiesen- und Weidenanteil insbesondere von der Tierzucht.

### Ortschaftsgliederung
Die Ortschaft Rossau besteht aus den Ortsteilen Schliecksdorf und Rossau, zu dem die Wohnplätze Groß Rossau, Klein Rossau und Geldberg gehören.

## Geschichte

### Mittelalter bis Neuzeit
Im Jahre 1184 wurde ein Nycholai rossow als Zeuge in einer Urkunde über das Kloster Arendsee aufgeführt.
Der ursprünglich wendisch besiedelte Ort Rossow taucht 1287 erstmals urkundlich auf. Die erste Erwähnung aus dem Jahre 1287 kann nicht eindeutig Groß Rossau oder Klein Rossau zugeordnet werden. Man vermutet, als sich deutsche Siedler neben dem schon bestehenden slawischen Dorf Rossow niederließen, erhielt diese Siedlung den Namen „Groß“ Rossau und der slawischen wurde der Zusatz „Klein“ beigefügt.
Im Jahre 1953 entstand in der erst 1950 gebildeten Gemeinde Rossau die erste Landwirtschaftliche Produktionsgenossenschaft vom Typ III, die LPG „Ernst Thälmann“.

### Eingemeindungen
Am 20. Juli 1950 schlossen sich die Gemeinden Groß Rossau (mit dem Wohnplatz Geldberg), Klein Rossau und Schliecksdorf aus dem Landkreis Osterburg zur Gemeinde Rossau zusammen. Schliecksdorf wurde für lange Zeit der einzige Ortsteil der Gemeinde Rossau. Im Jahre 2008 gehörten zur Gemeinde Rossau der Ortsteil Rossau mit den Wohnplätzen Geldberg, Groß Rossau, Klein Rossau und der Ortsteil Schliecksdorf.
Durch einen Gebietsänderungsvertrag haben die Gemeinderäte der Gemeinden Ballerstedt, Düsedau, Erxleben, Flessau, Gladigau, Königsmark, Krevese, Meseberg, Rossau, Walsleben und der Hansestadt Osterburg (Altmark) beschlossen, dass ihre Gemeinden aufgelöst und zu einer neuen Einheitsgemeinde mit dem Namen Hansestadt Osterburg (Altmark) vereinigt werden. Dieser Vertrag wurde vom Landkreis als unterer Kommunalaufsichtsbehörde genehmigt und trat am 1. Juli 2009 in Kraft.
Nach Umsetzung des Gebietsänderungsvertrags der bisher selbstständigen Gemeinde Rossau werden Rossau und Schliecksdorf Ortsteile der neuen Hansestadt Osterburg (Altmark). Für die eingeflossene Gemeinde wurde die Ortschaftsverfassung nach den §§ 86 ff. der Gemeindeordnung Sachsen-Anhalt eingeführt. Die aufgenommene Gemeinde Rossau und künftigen Ortsteile Rossau und Schliecksdorf wurde zur Ortschaft der neuen Hansestadt Osterburg (Altmark). In der eingeflossenen Gemeinde und nunmehrigen Ortschaft Rossau wurde ein Ortschaftsrat mit fünf Mitgliedern einschließlich Ortsbürgermeister gebildet.

### Einwohnerentwicklung
| Jahr | Einwohner |
| ---- | --------- |
| 1964 | 732       |
| 1971 | 663       |
| 1981 | 538       |
| 1993 | 479       |
| 2006 | 429       |
| 2011 | [00]372   |
| 2012 | [00]358   |

| Jahr | Einwohner |
| ---- | --------- |
| 2018 | [00]337   |
| 2019 | [00]332   |
| 2020 | [00]324   |
| 2021 | [00]337   |
| 2022 | [0]332    |
| 2023 | [0]327    |

Quelle, wenn nicht angegeben, bis 2006:

## Religion

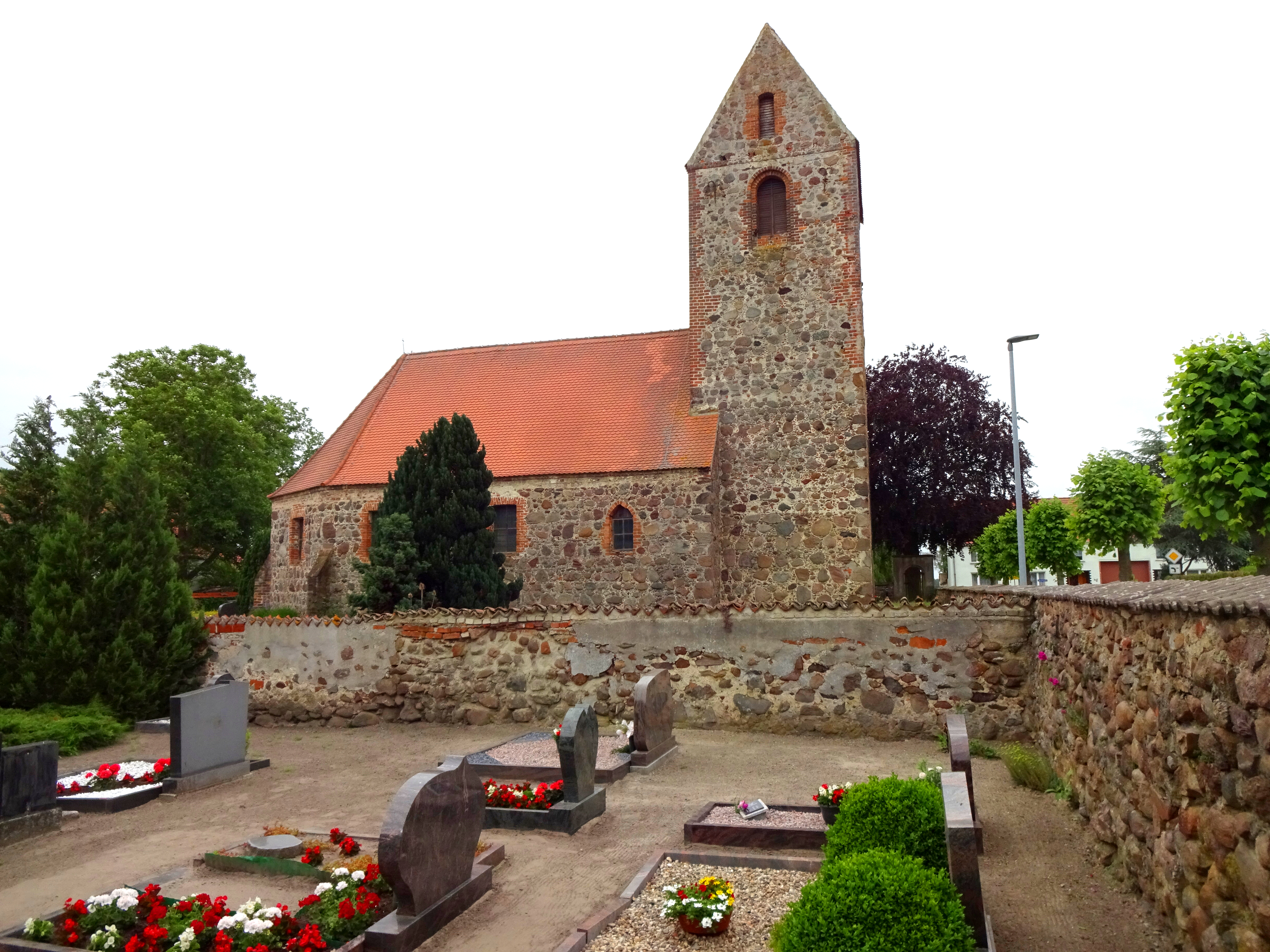
Kirche in Klein Rossau

- Die evangelischen Kirchengemeinden Groß Rossau und Klein Rossau, die früher zur Pfarrei Groß Rossau bei Osterburg gehörten,[17] werden betreut vom Pfarrbereich Gladigau im Kirchenkreis Stendal im Bischofssprengel Magdeburg der Evangelischen Kirche in Mitteldeutschland.[18] Im Jahre 2000 war aus den Kirchengemeinden Groß Rossau, Klein Rossau und Schliecksdorf das Kirchspiel Rossau gebildet worden, das 2002 aufgehoben und mit Gladigau vereinigt wurde.[7]
- Die ältesten überlieferten Kirchenbücher für Groß Rossau stammen aus dem Jahre 1746, die für Klein Rossau aus dem Jahre 1804.[19]
- Die katholischen Christen gehören zur Pfarrei St. Anna in Stendal im Dekanat Stendal im Bistum Magdeburg.[20]

## Politik

### Ortsbürgermeister
Seit Juli 2024 ist Matthias Alph (Wählergemeinschaft Rossau) der Ortsbürgermeister der Ortschaft Rossau. Bis 2022 war Bernd Drong Ortsbürgermeister. Er war auch der letzte Bürgermeister der Gemeinde Rossau.

### Ortschaftsrat
Bei der Ortschaftsratswahl am 10. Juni 2024 errang die Wählergemeinschaft Rossau 3 Sitze und die AfD einen Sitz. Die Wahlbeteiligung lag bei 67,79 Prozent.

## Kultur und Sehenswürdigkeiten
- Die romanische Kirche in Groß Rossau stammt aus der ersten Hälfte des 12. Jahrhunderts, eine der beiden Glocken mit dem Wappen derer von Bismarck aus dem Jahr 1588.
- Die frühgotische Kirche Klein Rossaus ist etwa 100 Jahre jünger als die in Groß Rossau, sie besitzt eine 1466 aus Bronze gegossene Glocke.
- In Groß Rossau am Stapeler Weg steht das Dorfgemeinschaftshaus, gegenüber ist der Sportplatz der Ortschaft.
- Neben den Wanderwegen im Gebiet um Rossau wurde im Rossauer Freizeitgelände ein Naturlehrpfad entlang der Biese angelegt.[23][4]
- Freiwillige Feuerwehr, Sport-, Jagd- und Männergesangsverein bestimmen das Gemeindeleben, zu dem auch die schon traditionellen Scheunen- und Herbstfeste gehören.[5]

## Verkehr
Von Rossau führen Landstraßen nach Osterburg (Altmark), Arendsee und Bismark (Altmark). In der 8 km entfernten Stadt Osterburg besteht Anschluss an die Bundesstraße 189, in Osterburg befindet sich auch der nächste Bahnhof an der Strecke Magdeburg–Wittenberge.
Klein Rossau war einst Kreuzungsbahnhof der Bahnstrecken Stendal-Arendsee sowie Osterburg-Pretzier. Zwischen
Arendsee und Klein Rossau wurde der Personenverkehr am 28. Mai 1978 eingestellt, der Abschnitt bis nach Stendal folgte ein Jahr später am 26. Mai 1979. Güterverkehr gab es auf diesem Teilstück noch bis zum 2. Juni 1985. Richtung Pretzier (Salzwedel) endete die Personenbeförderung von Kleinau-West bis Pretzier 1969, von dort bis Osterburg konnte man noch bis zum 29. September 1975 einsteigen. Im darauffolgenden Jahr kam dann auch das Aus für die Güterbeförderung.